# Maria Dalle Carceri
Maria Dalle Carceri (m. 1323) da Dinastia Pallavicini, foi Marquesa do Marquesado de Bodonitsa, estado cruzado na Grécia. Governou de 1311 até 1323. Este Marquesado foi vassalo do Reino de Tessalónica e mais tarde vassalo do Principado de Acaia. Maria Dalle Carceri foi antecedida no governo do Marquesado por Alberto Pallavicini, seu 1º marido. Foi seguida no governo por Andrea Cornaro, seu 2º marido.